# WKRP in Cincinnati
WKRP in Cincinnati est une sitcom américaine en 90 épisodes de 24 minutes créée par Hugh Wilson et diffusée entre le 18 septembre 1978 et le 21 avril 1982 sur le réseau CBS.
Cette série est inédite dans tous les pays francophones.

## Synopsis
La série raconte les mésaventures des employés d’une radio fictive de Cincinnati dans l'Ohio.
Le créateur de la série, Hugh Wilson, s’inspire pour cela de ses expériences dans la vente d’espaces publicitaires pour la station de radio WQXI à Atlanta. De nombreux personnages de la série, ainsi que certaines histoires, sont ainsi basé sur des personnes ou des évènements réels,.

## Distribution
- Gary Sandy (en) : Andy Travis
- Gordon Jump (en) : Arthur Carlson
- Howard Hesseman : Dr Johnny Fever
- Richard Sanders (en) : Les Nessman
- Loni Anderson : Jennifer Marlowe
- Frank Bonner (en) : Herb Tarlek
- Tim Reid : Venus Flytrap
- Jan Smithers : Bailey Quarters